# مينورو كوباتا
مينورو كوباتا (باليابانية: 小畑 穣) (مواليد 24 نوفمبر 1946)، هو لاعب كرة قدم ياباني سابق كان يلعب كلاعب وسط. سبق له أن لعب مع منتخب اليابان.

## وصلات خارجية
- مينورو كوباتا على موقع ناشيونال فوتبول تيمز (الإنجليزية)

- National Football Teams
- Japan National Football Team Database